# 準軍事組織
准军事组织是组织结构、战术、训练程度和任务職責都高度军事化和专业化，但并不归属正规军名下的武装组织。
「準軍事」一詞是主觀的，準軍事部隊的性質差異很大，這完全取決於他們的的背景。例如，在北愛爾蘭，準軍事指任何非法組織的政治目的，但在哥倫比亞，準軍事僅指不反政府的右翼武装团体（如哥倫比亞聯合自衛軍），而非法的左翼反政府武装团体（如哥倫比亞革命武裝力量－人民軍）則被稱為游擊隊。

## 例子
準軍事组织可以包括：
- 輔助型正規武裝部隊：例如各国预备役部队、中國人民武裝警察部隊（武警警官和士兵属于现役军人）、美國海岸防衛隊和民航巡邏隊、中華民國海洋委員會海巡署的巡防部隊及日本海上保安廳等。
- 國家情報單位：民營代理秘密行動是很困難的，有時甚至得運用非法的軍事力量，美國中央情報局旗下的特別行動組。
- 內部安全、邊防機構和執法組織：不被視為正規的一部分，但有類似的軍事訓練，裝備和/或組織。例子包括俄羅斯內務部内卫部队，埃及中央安全部隊和印度的邊境安全部隊。他們的職責有時和軍隊重疊。他們可能在行政上獨立於軍隊，部分國家，軍隊被禁止或限制執法，這種單位的角色可能會有所不同，可能是軍事的，或提供特殊服務。印度國家安全衛隊是一個特殊的反恐準軍事部隊和巴基斯坦的北方輕步兵（現在是軍隊的一部分）是訓練來作戰。
- 執法機構：包括國家警察和州／省／特區级地方特種警察，廣義上國家憲兵亦包含在內，例如：
  - 纳粹冲锋队
  - 武装党卫军
  - 加拿大皇家騎警
  - 安大略省警察
  - 康涅狄格州警察
  - 佛羅里達州高速公路巡警
  - 新澤西州警察
  - 紐約州警察 特种武器和战术部队
  - 北卡羅萊納州公路巡邏隊
  - 賓夕法尼亞州警察局
  - 土耳其憲兵
  - 意大利憲兵
  - 法國國家憲兵隊
  - 中華民國維安特勤隊、除暴特勤隊、中華民國特種警察
  - 中華民國海洋委員會海巡署的巡防部隊
  - 中国人民武装警察部队海警总队、原公安现役部队
  - 香港警務處的衝鋒隊、警察機動部隊總部（包括警察機動部隊、特別戰術小隊及特別任務連）、快速應變部隊、小艇分區、跟蹤支援隊、要員保護組、保護證人組、機場特警組、反恐特勤隊及鐵路應變部隊
  - 日本警察預備隊（後改組為陸上自衛隊的前身組織保安隊）
  - 葡萄牙共和國警衛隊
  - 尼日利亞機動警察
- 叛軍：非正規軍事的武裝抵抗運動和游擊隊的勢力，認為自己是軍人，但政府可以歸類在叛亂分子或恐怖分子，例如臨時愛爾蘭共和軍，北愛爾蘭志願軍，哥倫比亞自衛隊（AUC）。[2]同理，部分團體，例如美國南北戰爭之後在美國南方，代表白人至上主義的白聯盟和紅襯衫，被民主黨視作準軍事團體。
- 私人軍隊、私人军事服务公司、雇佣军和民兵
- 不同程度的青年團體和運動：現代的例子包括軍事學員運動，如英國陸軍少年隊，海軍民主黨人，空軍訓練團和聯合少年隊。有人認為，美國童軍也是一個例子，因為它通常以軍事模式來呈現。其他國家也有這樣的組織，如澳大利亞國防軍學員團，加拿大皇家陸軍學員，在加拿大皇家空軍學員，在加拿大皇家海軍民主黨人，美國海軍海事青年團，美國的JROTC計劃，新加坡全國少年團及印度的國家少年隊。然而最臭名昭著的準軍事青年組織是纳粹德國的希特拉青年團。

## 外部連結

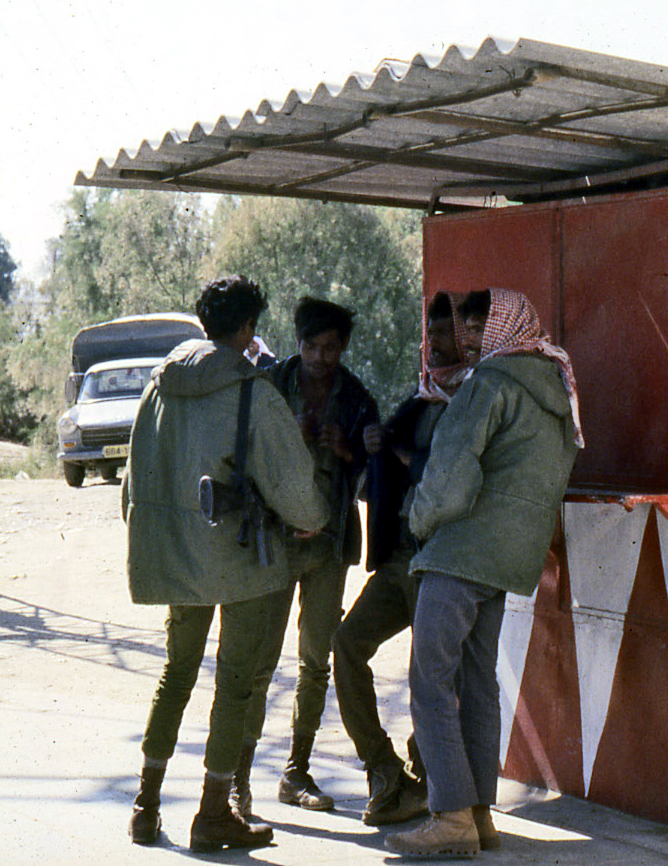
加利利地區的以色列民兵

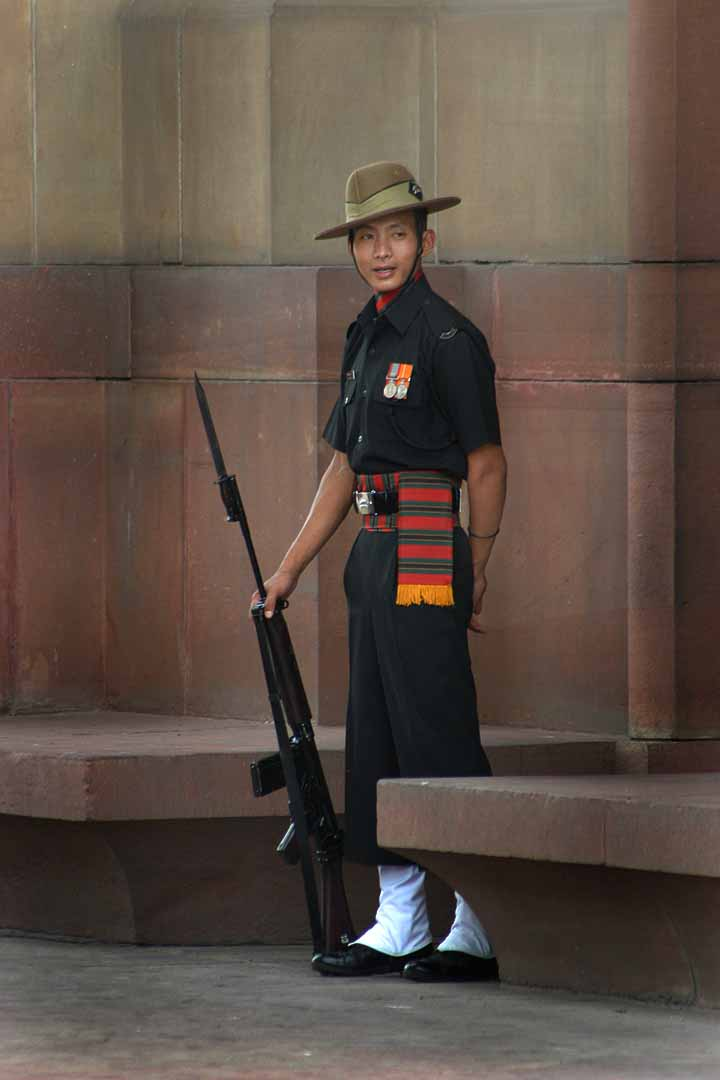
阿薩姆步槍隊精銳士兵在德里的印度門守衛

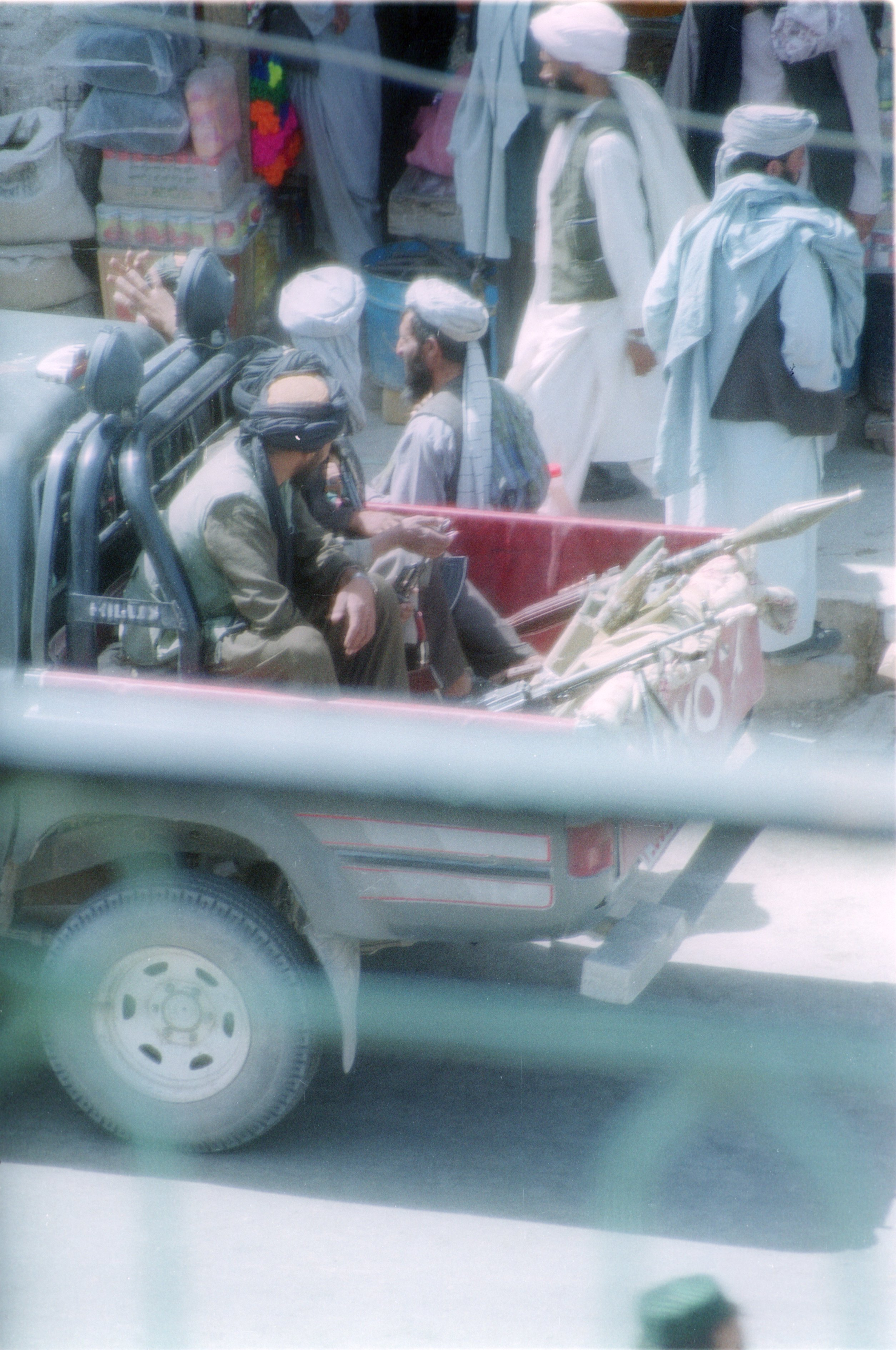
塔利班游擊隊

- Human Rights Watch, Colombia and Military-Paramilitary Links （页面存档备份，存于）
- Paramilitary News
- Global Security （页面存档备份，存于）
- List of Terrorist Groups